# 相生町駅
相生町駅（あいおいちょうえき）は、山梨県甲府市相生町（現・相生二丁目）にあった山梨交通電車線の電停である。

## 概要
甲府駅前駅から舞鶴通りを南へ下りて来た当線が、通りの突き当たる「検察庁南」交差点で西へ進路を変えたすぐ先にあった。2面2線安全地帯なしの構造で、北側に待避線が張り出した交換可能電停であった。この交換設備は後から増設されたもので、会社側が設置しようと鉄道省や建設省に何度も認可を求めて請願を繰り返し、1938年（昭和13年）にようやく設置することが出来たものである。ただしその交換設備も廃止時には使用停止となっていた。
電停の前は極めてきついカーブであり、ポール集電の時代は車掌が身を乗り出してポールの位置を修正しながら曲がっていた。しかし新人の車掌には難しい仕事で、離線させてカーブの真ん中で電車を止めてしまうこともあった。1953年にルートが舞鶴通り経由で直線になるまではこの手前にも2ヶ所同様のカーブがあり、車掌泣かせの難所であったという。
この東西の通りは春日町（現在のかすがもーる）や柳町（現在の中央四丁目バス停付近）といった繁華街の南端部の境に当たる通りで、電停の東には銀行の支店などが多数見られた。また甲府駅前から延々と続いて来た官庁街も終わりとなり、電停の北側は食品市場であった。
ここから先、寿町電停の先まで狭い道に小刻みに電停が設置されていた。

## 歴史
- 1932年（昭和7年）10月13日：1線で開業。
- 1938年（昭和13年）10月3日：交換設備を設置、2線となる。
- 1962年（昭和37年）7月1日：路線廃止により廃駅。

## 廃線後の状況
路面区間の電停ということもあり痕跡はない。また街路も5車線と拡幅され、電車通りであったことすら想像することが困難である。当時の建物も全滅状態でビルに化け、北側の食品市場は廃止となって現在駐車場となっている。
なお当電停は本来「相生町」の北西端にあり、ぎりぎり町域に引っかかっている状態であったが、住居表示と町名整理で「相生」として町域が大幅に拡大し、現在では隣の泉町電停まで「相生」の地内である。

## 隣の駅
山梨交通
電車線
警察署前駅 - 相生町駅 - 泉町駅